# Episodi di I fiumi di porpora (prima stagione)
La prima stagione della serie televisiva I fiumi di porpora (Les Rivières pourpres) è composta da 4 episodi.
È stata trasmessa nella Svizzera romanda dal 6 settembre 2018 su RTS Un, in Germania dal 5 novembre al 3 dicembre 2018 su ZDF, in Francia e Belgio dal 26 novembre al 17 dicembre 2018 su France 2.
In Francia gli episodi sono stati divisi in due parti per poter inserire messaggi pubblicitari, essendo vietate le interruzioni pubblicitarie sui canali del servizio pubblico.
In Italia la prima stagione è stata trasmessa in prima visione su Rai 4 ogni domenica in prima serata dal 4 al 25 febbraio 2024.
| nº | Titolo originale        | Titolo italiano         | Prima TV Francia | Prima TV Italia  |
| -- | ----------------------- | ----------------------- | ---------------- | ---------------- |
| 1  | La Dernière Chasse      | Ultima caccia           | 26 novembre 2018 | 4 febbraio 2024  |
| 2  | Le Jour des cendres     | Il giorno delle ceneri  | 3 dicembre 2018  | 11 febbraio 2024 |
| 3  | La Croisade des enfants | La crociata dei bambini | 10 dicembre 2018 | 18 febbraio 2024 |
| 4  | Leçons de ténèbres      | Il canto delle tenebre  | 17 dicembre 2018 | 25 febbraio 2024 |

## Ultima caccia
- Titolo originale: La Dernière Chasse
- Diretto da: Ivan Fegyveres
- Scritto da: Jean-Christophe Grangé

### Trama
- Altri interpreti: Nora Waldstätten (Laura von Geyersberg), Ken Duken (Nikolas Kleinert), Patrick Descamps (Philipp Schüller), Idwig Stéphane (Frantz von Geyersberg), Bernard Eylenbosch (Ludwig von Geyersberg), Arthur Marbaix (Max von Geyersberg), Bernard Sens (Werner Reus), Damien De Dobbeleer (Thomas Krauss), Martin Staes Polet (invitato), Cyril Briant (invitato), Felix Barel (Frère Niémans Enfant), Alexandre Picot (cacciatore), Bashkim Topojani (cacciatore), Michelangelo Marchese (Karl Bruch), Hocine Choutri (Raiko), Jean-Michel Vovk (Wunderlich)

## Il giorno delle ceneri
- Titolo originale: Le Jour des cendres
- Diretto da: Julius Berg
- Scritto da: Jean-Christophe Grangé

### Trama
- Altri interpreti: Daniel Njo Lobé (Thierry Chauveron), Camille Sansterre (Blandine), Vincent Londez (tenente colonnello Kirsh), Thierry Janssen (Joseph Raynaud), Stéphan Wojtowicz (Eric Castinet), Patrick Ridremont (Beaucarne), Philippe Résimont (arciprete rettore Koynski), Jo Prestia (Mathussenne), Dominique Tack (Stéphane Bruneau), John Dobrynine (Marc Meyer), David Saint-Hubert (Barthélémy), Thomas Saint-Hubert (Daniel), Vincent Eloy (il tagliatore), Christophe Lambert (il tecnico di identificazione criminale), Françoise Oriane (Bonne Soeur), Hervé Piron (poliziotto)

## La crociata dei bambini
- Titolo originale: La Croisade des enfants
- Diretto da: Olivier Barma
- Scritto da: Jean-Christophe Grangé

### Trama
- Altri interpreti: Nicolas Grandhomme (Stéphane Gandolfi), Pierre Laplace (Mariotte), Théo Dardenne (Bruno), Jean-Luc Couchard (Nicolas Durero), Anton Csazar (Michel Naty), Karim Barras (Michel Lagorce), Frédéric Lubansu (Paul, esperto balistico), Kelyan Kezbari (bambino fragile), Fabrice Adde (custode del cimitero), Aboubakr Bensaihi (Rachid), Simon Frey (Benji), Simon Lombard (spacciatore), Thierry de Coster (procuratore), David Leclerq (medico legale), Louise Manteau (Gallois), Laetitia Reva (madame Fournier)

## Il canto delle tenebre
- Titolo originale: Leçons de ténèbres
- Diretto da: Ivan Fegyveres
- Scritto da: Jean-Christophe Grangé

### Trama
- Altri interpreti: Lubna Azabal (Sabrina Harel), François Levantal (abate Anselme), Patrick Catalifo (medico legale), Steve Driesen (Philippe Gaillard), Michel Nabokoff (Frère Antoine), Michaël Erpelding (Marc Messonier), Guillaume Kerbusch (Stéphane), Pierre Dherte (Guillaume), Kevin Dudjasienski (Philippe Olivet), Marc Laurent (amministratore dei monaci), Stéphane Bissot (moglie del sindaco), Alain Leempoel (sindaco), Nicole Colchat (Geneviéve Barak Haim), Laurent Van Wetter (poliziotta, figlia del sindaco), Sacha Fritschke (impiegato del motel), Nils Bokanowski